# Emil Kolben

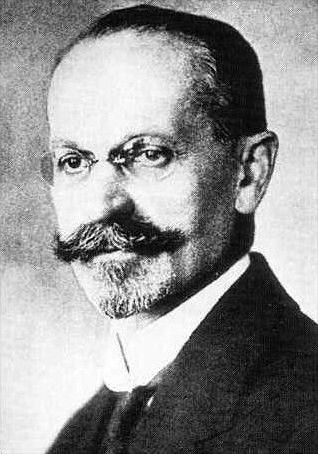
Emil Kolben

Emil Kolben (* 1. November 1862 in Strančice, Bezirk Prag-Ost; † 3. Juli 1943 im Ghetto Theresienstadt) war ein böhmischer Unternehmer in der Elektrotechnik.

## Leben
Kolbens Eltern waren deutschsprachige  Ladenbesitzer jüdischen Glaubens. Er studierte an der deutschen Karl-Ferdinands-Universität in Prag. Er erhielt ein Stipendium, das ihm ein zweijähriges Auslandsstudium ermöglichte. 1887 ging er nach Zürich, Paris, London und blieb letztendlich fünf Jahre in den USA.
Er arbeitete zunächst als Ingenieur bei der Edison Machine Company in Schenectady, dann als Assistent Thomas Edisons in Orange als Chefingenieur der Edison's laboratories. 1889 traf er  Nikola Tesla, der ihn vom Wechselstrom überzeugte – was Edison missfiel.
1892 ging er in die Schweiz, wo er Chefentwickler bei der Maschinenfabrik Oerlikon war.
1896 kehrte er nach Böhmen zurück und gründete im Prager Ortsteil Vysočany seine Firma Kolben a spol (1899 umbenannt in Elektrotechnická a. s.). Sein erstes Produkt war ein 60 kW-Umrichter. Später baute er Lokomotiven und andere Produkte.
1921 bis 1927 fusionierte er mit anderen Firmen, woraus dann ČKD entstand, deren Direktor er war. Durch die deutsche Besetzung der böhmischen Länder im März 1939 wurde die Familie Kolben gezwungen, ihren Besitz und ihre Funktionen im Familienbetrieb aufzugeben. Emil Kolben, seine Schwester Lilly, sein Sohn Hanns und dessen Sohn Jindrich wurden im Juni 1943 ins Ghetto Theresienstadt deportiert, wo Emil Kolben starb.
Der Lyriker Hans Werner Kolben war sein Enkel.